# Julius Beeger

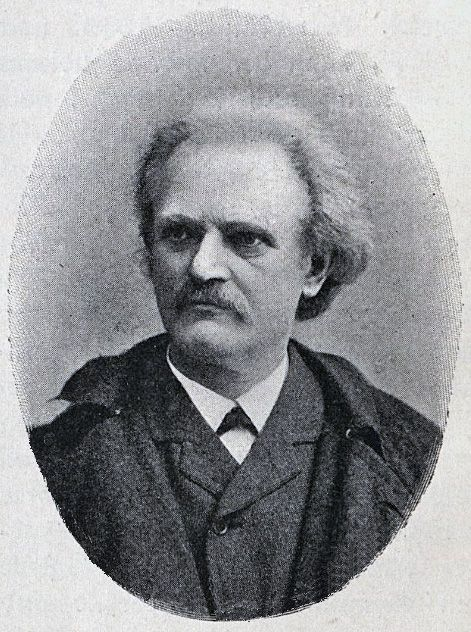
Julius Beeger

Carl Friedrich Julius Beeger (* 24. Oktober 1829 in Großgrabe; † 2. Juni 1899 in Niederpoyritz bei Dresden) war ein deutscher Pädagoge und Comeniusforscher. Nach seinem Vorschlag wurde die Comenius-Bücherei gegründet.

## Leben
Beeger erwarb seine pädagogische Ausbildung von 1846 bis 1850 am Freiherrlich von Fletcherschen Lehrerseminar in Dresden. Nach einer kurzen Tätigkeit als Schulvikar in Hermsdorf kam er 1851 als Lehrer nach Dippoldiswalde. Sein Streben nach weiterer Bildung führte ihn 1857 nach Leipzig, wo er Lehrer an der 5. Bürgerschule in der Schletterstraße wurde. 1862 legte er an einem Gymnasium die Reifeprüfung ab, um sich seinen seit Jugendjahren gehegten Wunsch zu erfüllen, Jurisprudenz zu studieren. Das sächsische Kultusministerium hatte aber kurz zuvor eine Verordnung erlassen, die es aktiven Lehrern unmöglich machte, sich als Studenten einschreiben zu lassen, weil ein Lehrermangel dadurch entstanden war, dass zahlreiche Lehrer sich anderen Studiengängen widmeten. Beeger besuchte deswegen danach nur als Hospitant sechs Semester Vorlesungen in Rechts- und Staatswissenschaft, einschließlich Volkswirtschaftslehre, an der Universität Leipzig.

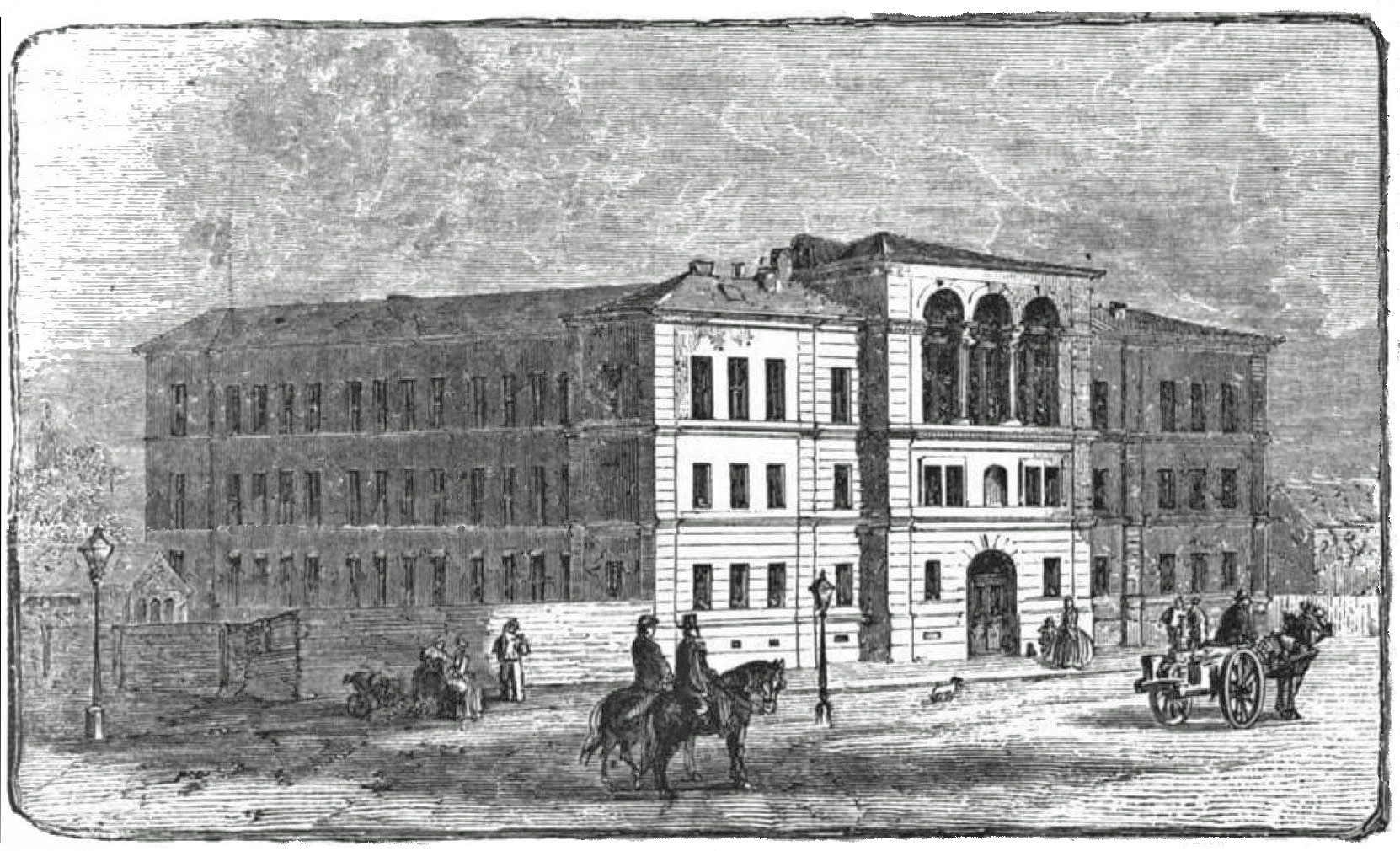
5. Bürgerschule in Leipzig (1864)

Beeger trat mit seinen erworbenen Rechtskenntnissen für die demokratische Umgestaltung des Schulwesens ein und stand bald an der Spitze der liberalen Leipziger Volksschullehrer. Im Leipziger Lehrerverein, dessen Ehrenmitglied er 1889 wurde, regte er 1871 die Bildung der Comenius-Bücherei an und wurde deren erster Direktor. Beeger war 1871 Mitbegründer des Deutschen Lehrervereins, und auf dem Deutschen Lehrertag hatte er wiederholt den Vorsitz.
Durch die Übersetzung der Schriften der tschechischen Pädagogen Johann Amos Comenius aus dem Lateinischen hat er Wesentliches zu dessen Andenken unter den deutschen Volksschullehrern beigetragen. Dem Aufruf des Archivars Ludwig Keller zur Gründung einer Comeniusgesellschaft 1892 folgte Beeger als einer der Ersten, nahm an der Gründungsversammlung teil und kam in den Vorstand, dem er lebenslang angehörte.
Ab 1885 leitete er die Herausgabe der Zeitschrift „Pädagogische Revue“. 1893 ging er in den Ruhestand, den er auf seiner Besitzung in Niederpoyritz verbrachte.
Julius Beeger ist ein Urgroßvater des Rechtswissenschaftlers und Autors Wolfgang Baumann.

## Schriften Auswahl
- Comenius' Große Unterrichtslehre. Aus dem Lateinischen übersetzt und mit Einleitungen und Anmerkungen versehen. Klönne, Berlin, 1871.
- Comenius’ kleinere Schriften. Uebersetzt. Siegismund u. Volkening, Leipzig 1874.
- Die Pädagogischen Bibliotheken, Schulmuseen und ständigen Lehrmittelausstellungen der Welt, mit besonderer Berücksichtigung der Pädagogischen Centralbibliothek (Comenius-Stiftung) zu Leipzig.  Zangenberg u. Himly, Leipzig 1892